# Guido Mannering
Guido Mannering (Guy Mannering) è un romanzo di sir Walter Scott, pubblicato nel 1815.
Guy Mannering, in un certo senso, riprende il discorso dove l'autore si era interrotto con Waverley: alcuni anni sono passati dalla battaglia di Culloden (1746) e la situazione è ormai tranquilla. 
Il titolo indica uno dei protagonisti del romanzo, il Colonnello Mannering: è un ufficiale che, dopo essere stato a lungo di stanza nelle colonie britanniche in India, ritorna in patria e si dedica alla figlia Julia, rimasta orfana di madre. 
Nel momento in cui scopre che la figlia viene segretamente corteggiata dal giovane ufficiale Brown (dal quale era stato sfidato a duello mentre si trovava in India e per il quale prova un odio profondo), decide di trasferirsi in un villaggio del nord in cui era stato anni addietro, per cercare di evitare contatti fra i due. 
In occasione del suo precedente viaggio aveva conosciuto un nobile, che gli aveva dato ospitalità: per ricambiare la sua gentilezza, il colonnello Mannering aveva compilato l'oroscopo al figlio neonato (ecco svelato il motivo per il quale questo romanzo porta come sottotitolo The Astrologer). 
Il futuro non presagiva nulla di buono per lui e così accadde che, il giorno del suo quinto compleanno, il bambino venne rapito e scomparve, tanto che, a distanza di quindici anni circa dall'accaduto, si era ormai sicuri che fosse stato ucciso.
 A questo punto le due vicende si legano: si scoprirà, infatti, che il giovane ufficiale Brown altri non sarebbe che il legittimo discendente del nobile Bertram. 
La storia si concluderà con il riconoscimento del legittimo erede: gli autori del complotto verranno smascherati e saranno puniti e il giovane Brown, ormai reintegrato a pieno titolo nel suo ruolo, potrà sposare la figlia di Mannering.
L'ambientazione della vicenda resta sempre quella scozzese, ma i tratti peculiari di tale cultura sono apparentemente scomparsi: questo perché, visto che il romanzo si svolge in tempo di pace, avrebbe poco senso descrivere quelli che erano i costumi scozzesi in tempo di guerra. Tali descrizioni, invece, lasciano il posto a quelle della vita in tempo di pace, nel suo volgersi quotidiano.

## Edizioni
- Walter Scott, Guido Mannering o L'astrologo, trad. di Gaetano Barbieri, Firenze, 1885
- Walter Scott, Guy Mannering (The Astrologer), Dodo Press, 2005,  p. 472, ISBN 1-4065-0201-4.